# Arredo da triclinio della Domus di Via Università a Modena
L'Arredo da triclinio della Domus di Via Università a Modena risale alla fine del I secolo a.C. ed è attualmente esposto nelle sale del Museo civico di Modena.
Il letto da triclinio, di cui si conservano solo gli elementi bronzei, fu rinvenuto nel 1967 a Modena, nel corso dei lavori di costruzione della sala cinematografica Capitol.
Nel complesso, il ritrovamento di elementi bronzei consta di: due coppie di piedi di letto decorati, due coppie di piedi di letto lisci, tre frammenti di listello di rivestimento, una base di piede esagonale, tre gambe di un tavolino e alcuni frammenti di candelabro.

## Il ritrovamento
Nel 1967 a Modena, nella zona tra via Università e Corso Canalgrande, dagli scavi per la costruzione dell'ex-Cinema Capitol emersero strutture e reperti appartenenti ad una domus urbana, tra cui un set d'arredo tricliniare. Poiché non si trattò di scavi posti sotto la supervisione della Soprintendenza, i reperti furono recuperati solo in un secondo momento, rendendo così difficoltosa la ricostruzione del contesto stratigrafico.
L'allora direttore del Museo civico di Modena, Benedetto Benedetti, riuscì comunque a ricondurre i reperti allo strato più profondo dello scavo, posto circa 4 metri sotto il piano di calpestio moderno. In quello strato fu possibile notare in situ anche i resti di un ambiente della domus antica, rappresentato da una porzione di pavimento a esagonette alternate a lastre di marmo policromo e dal relativo tratto di muro di delimitazione.
Oltre al set d'arredo tricliniare, dal cantiere e dalla sua discarica furono recuperati anche alcuni reperti ceramici e laterizi, alcuni oggetti in bronzo (tra cui una situla alta 40 cm) e diverse porzioni di pavimentazione, tra le quali mosaici e marmi policromi. 
Lo studio dei reperti ceramici recuperati ha permesso di datare il contesto all'epoca augusto-tiberiana, con l'eccezione di alcuni elementi che invece testimoniano l'esistenza di una fase più avanzata, databile tra III e IV secolo d.C.
La riapertura dello scavo nel 2009 ha poi permesso di identificare meglio e in modo più preciso le diverse fasi stratigrafiche. Il nucleo di reperti riferibili all'arredo tricliniare risulta quindi corrispondere alle fasi d'uso della domus n. 1 (edificazione) e n. 2 (sviluppo dell'edificio).

## Descrizione

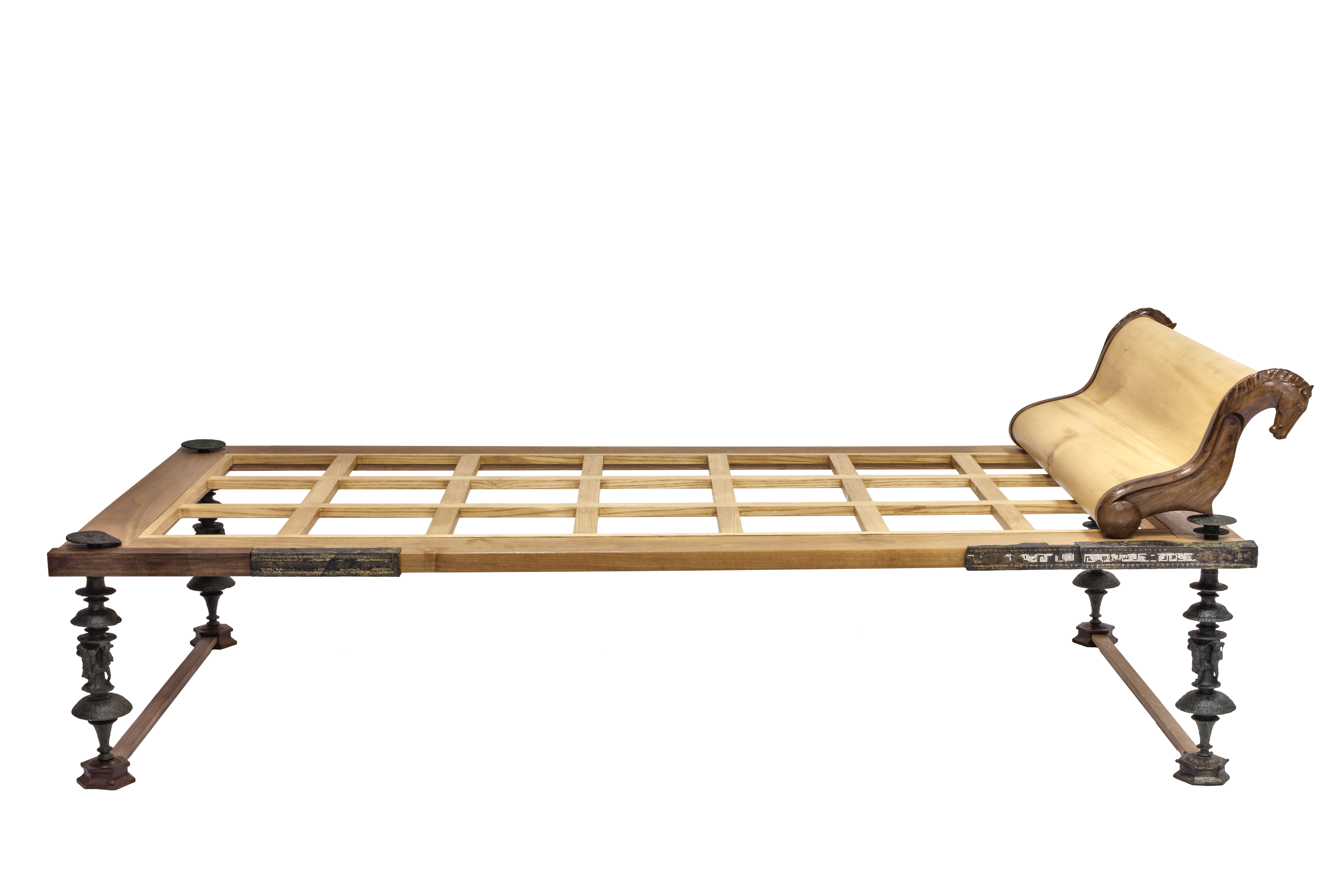
Letto tricliniare

### Il letto in bronzo istoriato
Tra i reperti rinvenuti, sono riferibili ad un unico letto tricliniare (lectus tricliniaris): due coppie di piedi in bronzo istoriato, tre frammenti appartenenti a due sezioni di listello di rivestimento orizzontale e una base di piede esagonale in bronzo. Il manufatto è databile tra il 50 ed il 25 a.C.
In origine il letto possedeva un'intelaiatura in legno, chiaramente non conservata, sulla quale si installavano gli elementi bronzei. La ricchezza e raffinatezza decorativa di questi ultimi denotano un'elevata capacità artigianale e fanno del letto modenese un esemplare unico. Le due coppie di piedi sono sagomate "a candeliere" tramite una serie di elaborate torniture e modanature in cui si succedono anche elementi discoidali, svasati e a calotta campaniforme. Sono inoltre decorate da motivi floreali in bassorilievo e da un gruppo plastico a tutto tondo con scena di centauromachia: più precisamente, la scena rappresenta il combattimento tra Ercole, Teseo e il centauro Euritione. Non è raro ritrovare l'iconografia legata al mito di Ercole, di derivazione ellenistica, su oggetti di ambito tricliniare, poiché la figura di Ercole bevitore ben si prestava a contesti conviviali e del banchetto. Secondo una recente proposta d'interpretazione, la decorazione del letto di via Università potrebbe nascondere un'allusione all'appartenenza politica del proprietario della domus alla fazione di Antonio, il quale si riteneva discendente di Ercole: proprio a Modena, infatti, Antonio si scontrò con l'esercito di Ottaviano nel corso della cosiddetta Guerra di Modena (43 a.C.). 
I frammenti di listello bronzeo, invece, sono decorati da un motivo a meandro realizzato in agemina d'argento e incorniciato da un kyma lesbio. Al momento del suo ritrovamento, all'interno del listello furono osservate alcune tracce del legno a cui era fissato tramite chiodi. Probabilmente il listello decorativo ricopriva il telaio ligneo solo nel settore in prossimità degli angoli, come di consuetudine.

### Tecniche e luogo di produzione
Le indagini tomografiche hanno rivelato che gli elementi bronzei furono realizzati probabilmente con la tecnica di fusione a cera persa in modo indiretto, che permette di riprodurre un modello originale in più esemplari. Ne è la prova l'estrema somiglianza tra i piedi, che mostrano la stessa scansione e conformazione delle modanature. L'unica differenza tra le due coppie di piedi è l'altezza e la terminazione superiore: infatti i due piedi che sostenevano i fulcra (elementi decorativi di coronamento della testata) sono più alti (38 cm) rispetto all'altra coppia di piedi (36 cm) e terminano con un doppio disco, invece che con un disco singolo. In seguito alla fusione, gli elementi bronzei sono stati ritoccati al tornio e al bulino, come emerso dalle analisi al microscopio. Su uno dei piedi sono presenti segni di riparazioni in antico. Dalle analisi chimiche si è invece potuto supporre che gli elementi in bronzo del letto siano stati tutti realizzati con la medesima colata di materiale.
Al momento del ritrovamento, sulle superfici degli elementi bronzei del letto venne osservata la presenza di una patina nera, inizialmente interpretata come prodotto dell'esposizione del materiale al fuoco di un incendio che in antico distrusse il triclinium della domus; pertanto essa venne quasi totalmente asportata nel corso degli interventi di pulitura immediatamente successivi al suo ritrovamento. Analisi diagnostiche e studi successivi, tuttavia, hanno smentito tale ipotesi: nella stratigrafia del sito non sono state rinvenute tracce di combustione, mentre la patina nerastra del manufatto, conservatasi in alcuni punti e sottoposta a nuovi studi, venne probabilmente applicata volontariamente in antico come metodo di trattamento del bronzo, al fine di far risaltare l'ageminatura in argento delle decorazioni.
Per quanto riguarda il luogo di produzione del manufatto, su base tecnica e stilistica sono certamente da escludere le officine locali e nord italiche, così come quelle greche e orientali. Solitamente le gambe dei letti tricliniari erano composte da elementi distinti: il fatto che in questo caso le gambe siano state invece fuse in un corpo unico suggerisce una produzione italica, e più precisamente tarantina, campana, o di Roma stessa. Inoltre l'utilizzo di numerali romani come segni di montaggio corrobora tale ipotesi.

### Altri arredi
Diversi altri reperti in bronzo emersi dagli scavi del 1967 sono riconducibili ad ulteriori arredi da triclinio, e dunque permettono di ricostruire ipoteticamente l'immagine di un'antica sala da banchetto all'interno di una nobile domus della Mutina romana. Si tratta di quattro piedi di letto tricliniare con torniture semplici "a candeliere" e privi di qualsiasi elemento decorativo (alti 38 cm), tre montanti plasmati a forma di erma riferibili ad un tavolino ed alcuni frammenti di un candelabro. Bisogna inoltre tenere presente che, come riporta Benedetti, dallo scavo non fu possibile recuperare i fulcra di uno dei letti conformati a testa di mulo.
Nel triclinium della domus di Via Università erano presenti dunque due letti, uno istoriato e probabilmente riservato al dominus, mentre il secondo era privo dell'elaborata decorazione figurata. Ciononostante, i piedi bronzei del secondo letto mostrano le stesse tecniche di produzione dei piedi del primo letto tricliniare e la stessa datazione, e sono riferibili alla medesima officina.
La piccola mensa era sostenuta da tre gambe a forma di erme maschili e giovanili poggianti probabilmente su piedi conformati a zampa ferina; l'unica gamba conservatasi interamente presenta un'altezza di 29,6 cm. Questi elementi sono databili allo stesso periodo, o poco dopo, dei letti tricliniari, sebbene di qualità artistica inferiore e molto probabilmente provenienti da un'altra officina. Anche tavolino e candelabro erano probabilmente collocati nel triclinium.
Accanto a questi manufatti, dallo scavo del 1967 provengono anche due getti bronzei di fontana a forma di papera e parti del meccanismo di getto dell'acqua della fontana, sempre in bronzo. Questi reperti testimoniano la presenza nella domus, oltre che del triclinium, anche di un peristilio con fontana. Il rinvenimento nel 2009, in seguito ai nuovi scavi, di una base laterizia a pianta quadrata, interpretata come fondazione della vasca, rinforza tale ricostruzione.

## Attuale collocazione
Oltre ad essere stati sottoposti a indagini diagnostiche, gli elementi bronzei dell'arredo sono stati restaurati e, in particolare, il letto istoriato e il tavolino sono stati ricostruiti, assemblando gli elementi originali ad una struttura di supporto moderna in legno. Sulla base di confronti, si è scelto di dotare la ricostruzione del letto di bassa spalliera conformata a "s". Nel 2017 il letto ricostruito ha preso parte alla mostra Mutina Splendidissima e attualmente si trova esposto, insieme al tavolino, presso il Museo Civico di Modena.